# Agurain
Agurain (baskiska) eller Salvatierra (spanska), officiellt Agurain/Salvatierra, är en kommun i Spanien.   Den ligger i Álavaprovinsen i södra delen av den autonoma regionen Baskien i norra delen av landet, 290 km norr om huvudstaden Madrid. Antalet invånare är 5 155 (2024).  Arean är 37,77 kvadratkilometer. Agurain gränsar till Arraia-Maeztu, Asparrena och Iruraiz-Gauna. 